# إدوين كيث تومسون
إدوين كيث تومسون (بالإنجليزية: Edwin Keith Thomson)‏ هو محامي وسياسي أمريكي، ولد في 8 فبراير 1919 في الولايات المتحدة، وتوفي في 9 ديسمبر 1960 في الولايات المتحدة. حزبياً، نشط في الحزب الجمهوري. وقد انتخب عضو مجلس نواب وايومنغ وانتخب عضو مجلس النواب الأمريكي.